# Adventure International
Adventure International est une société américaine de développement et d'édition de jeux vidéo fondée en 1979 par Scott Adams et Alexis Adams et basé à Longwood en Floride.

## Historique

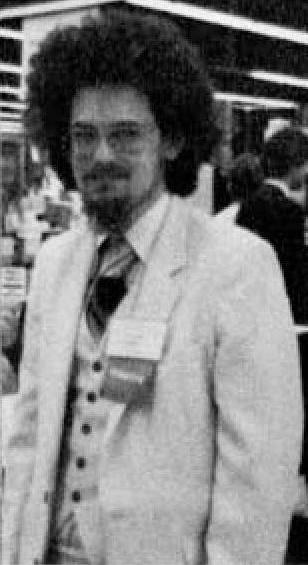
Scott Adams (1982)

Après avoir terminé ses études à l’université Florida Institute of Technology à Melbourne, Scott Adams est embauché par DVA, une petite société d’informatique basé à Melbourne, avant de déménager à Orlando pour travailler pour la société Stromberg-Carlson (en) qui fabrique des commutateurs téléphoniques,. En 1977, il acquiert son premier micro-ordinateur, un Sphere I, pour lequel il conçoit et fabrique une carte graphique qu’il revend ensuite à son fabricant, Sphere Corporation. Il programme également un jeu de combat de char d’assaut qu’il soumet à l’éditeur de logiciel Programma International, mais son jeu est refusé car l’entreprise ne publie déjà plus de jeux pour cet ordinateur. Au printemps 1978, il revend donc son Sphere I qu’il remplace par le premier modèle du TRS-80. Alors qu'il travaille toujours pour Stromberg-Carlson, il découvre le jeu d'aventure Colossal Cave Adventure auquel il joue régulièrement sur l'ordinateur de la société. Le fait que celui-ci ne soit jouable que sur ordinateur central l’empêche cependant de le montrer à ses amis et il décide alors de créer son propre jeu d’aventure – qu'il baptise Adventureland – sur son micro-ordinateur TRS-80,. Un peu plus de six mois lui sont nécessaires pour le programmer. Impressionné par le jeu, ses amis et les membres de son club d’informatique le convainquent de le mettre en ventes mais en 1978, l’industrie du jeu vidéo n’en est qu’à ses débuts et les possibilités pour vendre un tel programme sont limitées. Il le distribue donc par correspondance après en avoir fait la publicité dans plusieurs magazines spécialisés et, lorsque ses ventes commencent à décoller, il décide avec sa femme de fonder sa propre société de développement et d’édition de jeu vidéo, qu’il baptise Adventure International.
Après Adventureland, Scott Adams développe plus d’une dizaine de jeux d’aventure avec parfois l’aide de sa femme, qui imagine les scénarios de plusieurs de ses jeux, dont ceux de Pirate Adventure, Voodoo Castle et Mystery Fun House,. Cette prolifération de jeux du même type publiés en moins de deux ans s’explique par l’approche qu’il retient pour concevoir leurs systèmes de jeu. Chacun d’eux s’appuie en effet sur une base commune – un interpréteur – qui analyse et traduit la base des données spécifiques à chaque jeu. Pour développer un nouveau jeu d’aventure, il n’a ainsi pas besoin de reprogrammer la totalité de son système de jeu, mais seulement la base de données spécifiques qui lui est associé, qui contient notamment son scénario. Tous ses premiers jeux sont initialement programmés sur TRS-80. Il commence à les porter sur d’autres plates-formes à partir de l’été 1979, à la demande de la société Creative Computing qui souhaite publier des versions Apple II de ses jeux d’aventures, et qui lui envoi pour cela son premier micro-ordinateur de ce type.
Après s’être fait connaitre en distribuant les jeux d’aventure de Scott Adams, la société se lance également dans la distribution de jeu vidéo de programmeurs indépendants. Cette activité démarre lorsqu’ils sont contactés par Doug Carlston, le fondateur de Broderbund Software, qui souhaite s’appuyer sur leur réseau de distribution pour mettre sur le marché son premier jeu, Galactic Empire (1979). Au printemps 1980, la société cède les droits de distribution de ces jeux pour la côte ouest des États-Unis à Ken Williams, un des fondateurs de Sierra On-Line, qui les revend ensuite à Robert Leff (en) et Dave Wagman afin de pouvoir se consacrer entièrement à la programmation. À partir de ces droits, ils fondent alors Softsel et en font la plus importante société de distribution de logiciel du début des années 1980 aux États-Unis.

## Produits
| Année | Titre                                                 | Développeur                  | Genre            | Plate-forme                                                           |
| ----- | ----------------------------------------------------- | ---------------------------- | ---------------- | --------------------------------------------------------------------- |
| 1978  | #1 Adventureland                                      | Scott Adams                  | Jeu d’aventure   | TRS-80 – Apple II                                                     |
|       |                                                       |                              |                  |                                                                       |
| 1979  | #2 Pirate Adventure                                   | Alexis et Scott Adams        | Jeu d’aventure   | TRS-80 – Apple II                                                     |
| 1979  | #3 Mission Impossible                                 | Scott Adams                  | Jeu d’aventure   | TRS-80 – Apple II                                                     |
| 1979  | #4 Voodoo Castle (en)                                 | Alexis et Scott Adams        | Jeu d’aventure   | TRS-80 – Apple II                                                     |
| 1979  | #5 The Count                                          | Scott Adams                  | Jeu d’aventure   | TRS-80 – Apple II                                                     |
| 1979  | #6 Strange Odyssey (en)                               | Scott Adams                  | Jeu d’aventure   | TRS-80 – Apple II                                                     |
| 1979  | #7 Mystery Fun House                                  | Alexis et Scott Adams        | Jeu d’aventure   | TRS-80 – Apple II                                                     |
| 1979  | #8 Pyramid of Doom (en)                               | Scott Adams et Alvin Files   | Jeu d’aventure   | TRS-80 – Apple II                                                     |
|       |                                                       |                              |                  |                                                                       |
| 1980  | #9 Ghost Town                                         | Scott Adams                  | Jeu d’aventure   | TRS-80 – Apple II                                                     |
| 1980  | #10 Savage Island Part 1                              | Scott Adams                  | Jeu d’aventure   | TRS-80 – Apple II                                                     |
| 1980  | Maces and Magic #1 Balrog Sampler                     | Chameleon Software           | Jeu d'aventure   | TRS-80 – Apple II                                                     |
| 1980  | Maces and Magic #2 Stone of Sysiphus                  | Chameleon Software           | Jeu d'aventure   | TRS-80 – Apple II, Atari 8-bit                                        |
| 1980  | Missile Attack (en)                                   | Cornsoft Group               | Jeu d’action     | TRS-80 – Apple II                                                     |
| 1980  | Planetoids                                            | Greg Hassett                 | Shoot 'em up     | TRS-80 – Apple II                                                     |
| 1980  | Project Omega (en)                                    | Bob Nicholas                 | Jeu de gestion   | TRS-80                                                                |
| 1980  | Slag                                                  | Eastman Computing            | Jeu de stratégie | TRS-80                                                                |
|       |                                                       |                              |                  |                                                                       |
| 1981  | #11 Savage Island Part 2                              | Scott Adams                  | Jeu d’aventure   | TRS-80 – Apple II                                                     |
| 1981  | #12 Golden Voyage                                     | Scott Adams                  | Jeu d’aventure   | TRS-80 – Apple II                                                     |
| 1981  | Armored Patrol                                        | W. Westmoreland et T. Gilman | Shoot 'em up     | TRS-80                                                                |
| 1981  | Eliminator                                            | John Anderson                | Shoot 'em up     | TRS-80 – Apple II, Atari 8-bit                                        |
| 1981  | Other Venture #1 Classic Adventure                    | John Rausch                  | Jeu d'aventure   | Apple II                                                              |
| 1981  | Other Venture #2 Curse of Crowley Manor               | Jyym Pearson                 | Jeu d'aventure   | TRS-80 – Apple II, Atari 8-bit                                        |
| 1981  | Other Venture #3 Escape from Traam                    | Jyym Pearson                 | Jeu d'aventure   | TRS-80 – Apple II, Atari 8-bit                                        |
| 1981  | Other Venture #4 Earthquake San Francisco 1906        | Jyym Pearson                 | Jeu d'aventure   | TRS-80 – Apple II, Atari 8-bit                                        |
| 1981  | Other Venture #5 Death Planet: The Dog Star Adventure | Lance Micklus                | Jeu d'aventure   | TRS-80                                                                |
|       |                                                       |                              |                  |                                                                       |
| 1982  | Bug Off!                                              |                              |                  |                                                                       |
| 1982  | Labyrinth of Crete                                    | C. Johnson et A. Pinero      | Jeu d'aventure   | Apple II, Atari 8-bit, C64                                            |
| 1982  | Laser-Ball                                            |                              |                  |                                                                       |
| 1982  | Preppie!                                              | Russ Wetmore                 | Jeu d'action     | Atari 8-bit                                                           |
| 1982  | Rear Guard                                            | John Anderson                | Jeu d'action     | Apple II, Atari 8-bit, TRS-80                                         |
| 1982  | Sea Dragon (en)                                       | W. Westmoreland et T. Gilman | Shoot'em up      | TRS-80 – Apple II, Atari 8-bit, C64, IBM PC                           |
| 1982  | Stratos                                               |                              |                  |                                                                       |
| 1982  | Tunnel Terror                                         | Eric Popejoy                 | Shoot 'em up     | Apple II                                                              |
| 1982  | Tutti Frutti                                          |                              |                  |                                                                       |
|       |                                                       |                              |                  |                                                                       |
| 1983  | C'est La Vie                                          | Eastman Computing            | Jeu d'action     | Apple II, Atari 8-bit, Commodore 64                                   |
| 1983  | John Anderson's Rally Speedway                        | John Anderson                | Jeu de course    | Atari 8-bit, Commodore 64                                             |
| 1983  | Preppie! II                                           | Russ Wetmore                 | Jeu d'action     | Atari 8-bit                                                           |
| 1983  | Return to Pirate's Isle                               | Scott Adams                  | Jeu d'aventure   | TI-99/4A                                                              |
|       |                                                       |                              |                  |                                                                       |
| 1984  | #13 Sorcerer of Claymorgue Castle                     | Scott Adams                  | Jeu d'aventure   |                                                                       |
| 1984  | Questprobe featuring The Hulk                         | Scott Adams                  | Jeu d'aventure   | Atari 8-bit, Commodore 64, IBM PC, ZX Spectrum                        |
| 1984  | Questprobe featuring Spider-Man                       | Scott Adams                  | Jeu d'aventure   | Atari 8-bit, Commodore 64, IBM PC, ZX Spectrum                        |
|       |                                                       |                              |                  |                                                                       |
| 1985  | Questprobe featuring Human Torch and the Thing        | Scott Adams                  | Jeu d'aventure   | Apple II, Atari 8-bit, Amstrad CPC, Commodore 64, IBM PC, ZX Spectrum |